# Колін Кляйне-Бекель
Колін Ноа Кляйне-Бекель (нім. Colin Noah Kleine-Bekel, нар. 24 січня 2003, Білефельд, Німеччина) — німецький футболіст, центральний захисник клубу «Гольштайн».

## Ігрова кар'єра

### Клубна
Колін Кляйне-Бекель народився у Білефельді і є вихованцем місцевого клубу «Армінія». У 2015 році футболіст приєднався до молодіжної команди дортмундської «Боруссії», де був важливим гравцем основи і віцекапітаном команди (U-19), яка в сезоні 2021/22 виграла юнацьку Бундеслігу. Також брав участь у Юнацькій лізі.
Влітку 2022 року Кляйне-Бекель залишив «Боруссію» і приєднався до клубу Другої Бундесліги «Гольштайн», де перший сезон грав у дублюючому складі. За першу команду Колін дебютував у травні 2023 року.
Сезон 2023/24 Кляйне-Бекель почав як гравець основи в першій команді «Гольштайна». За результатами сезону його команда посіла друге місце і вперше в своїй історії вийшла до Бундесліги.

### Збірна
З 2023 року Колін Кляйне-Бекель виступає у складі молодіжної збірної Німеччини.